# 留守司
留守司，是中國宋朝到明朝在陪都设置的官署。
宋朝留守官署被称为留守司。辽朝、金朝均设。辽朝五京留守司，设立留守行府尹事、副留守、知留守事、少尹、同知留守事、同签留守事、留守判官、留守推官。金朝五京设立，每个留守司设留守一人、带本府尹兼本路兵马都总管；同知留守一人、带同知本府尹兼本路兵马都总管；副留守一人、带本府少尹兼本路兵马副都总管；下设判官、推官、司狱。元世祖中统四年（1263年），设立上都路总管府。至元三年（1266年），给留守司印。十八年（1281年）上都留守司兼本路都总管府，正二品，下设留守、同知、副留守、判官。十九年（1282年），大都路也设留守司如上都。留守司是掌管守卫宫阙、都城，调度本路供应事务，营缮内府诸邸、都宫原庙、尚方车服、殿庑供帐、内苑花木，及皇帝行幸、汤沐、宴游之处，门禁关钥启闭等。明太祖洪武十四年（1381年）设置中都留守司，设留守、左右副留守各一。嘉靖十八年（1539年），在荆州设立兴都留守司。设官司如中都，掌管防护皇陵。